# 19 février aux Jeux olympiques d'hiver de 2014
Pour un article plus général, voir Jeux olympiques d'hiver de 2014.
Le mercredi 19 février aux Jeux olympiques d'hiver de 2014 est le quatorzième jour de compétition.

## Programme
| Heure UTC+4 (Sotchi)                          |               |
| bleu                                          | Cérémonie     |
| neutre                                        | Épreuve       |
| or                                            | Finale        |
| orange                                        | Petite finale |
| rose                                          | Reporté       |
| gris                                          | Annulé        |
| Compétition masculine                         | Hommes        |
| Compétition féminine                          | Femmes        |
| Compétition mixte (hommes et femmes mélangés) | Mixte         |
| Compétition en couple (1 homme et 1 femme)    | Couple        |
| modifier                                      |               |

| Horaire | Discipline Spécialité | Discipline Spécialité                                  | Discipline Spécialité                         | Phase                   | Résultats                                                                                      | Références |
| ------- | --------------------- | ------------------------------------------------------ | --------------------------------------------- | ----------------------- | ---------------------------------------------------------------------------------------------- | ---------- |
| 09:15   |                       | Snowboard Slalom géant parallèle                       | Compétition femmes                            | Manche de compétition   | -                                                                                              | -          |
| 09:42   |                       | Snowboard Slalom géant parallèle                       | Compétition hommes                            | Manche de compétition   | -                                                                                              | -          |
| 11:00   |                       | Ski alpin Slalom géant (Première manche)               | Compétition hommes                            | Manche de qualification | -                                                                                              | -          |
| 12:00   |                       | Hockey sur glace Quart de finale                       | Compétition hommes                            | Manche de qualification | 5-0                                                                                            | -          |
| 13:00   |                       | Snowboard Slalom géant parallèle (Huitièmes de finale) | Compétition femmes                            | Manche de compétition   | -                                                                                              | -          |
| 13:12   |                       | Snowboard Slalom géant parallèle (Huitièmes de finale) | Compétition hommes                            | Manche de compétition   | -                                                                                              | -          |
| 13:15   |                       | Ski de fond Sprint par équipes (Demi-finales)          | Compétition femmes                            | Manche de qualification | -                                                                                              | -          |
| 13:48   |                       | Snowboard Slalom géant parallèle (Quarts de finale)    | Compétition femmes                            | Manche de compétition   | -                                                                                              | -          |
| 13:54   |                       | Snowboard Slalom géant parallèle (Quarts de finale)    | Compétition hommes                            | Manche de compétition   | -                                                                                              | -          |
| 14:00   |                       | Curling                                                | Compétition femmes                            | Demi-finale             | 4-6                                                                                            | -          |
| 14:00   |                       | Curling                                                | Compétition femmes                            | Demi-finale             | 7-5                                                                                            | -          |
| 14:06   |                       | Ski de fond Sprint par équipes (Demi-finales)          | Compétition hommes                            | Manche de qualification | -                                                                                              | -          |
| 14:15   |                       | Snowboard Slalom géant parallèle (Demi-finales)        | Compétition femmes                            | Manche de compétition   | -                                                                                              | -          |
| 14:18   |                       | Snowboard Slalom géant parallèle (Demi-finales)        | Compétition hommes                            | Manche de compétition   | -                                                                                              | -          |
| 14:30   |                       | Ski alpin Slalom géant (Deuxième manche)               | Compétition hommes                            | Finale                  | Ted Ligety · Steve Missillier · Alexis Pinturault                                              | -          |
| 14:31   |                       | Snowboard Slalom géant parallèle                       | Compétition femmes                            | Finale                  | Patrizia Kummer · Tomoka Takeuchi · Alena Zavarzina                                            | -          |
| 14:35   |                       | Snowboard Slalom géant parallèle                       | Compétition hommes                            | Finale                  | Vic Wild · Nevin Galmarini · Zan Kosir                                                         | -          |
| 15:45   |                       | Ski de fond Sprint par équipes                         | Compétition femmes                            | Finale                  | Norvège · Finlande · Suède                                                                     | -          |
| 16:15   |                       | Ski de fond Sprint par équipes                         | Compétition hommes                            | Finale                  | Finlande · Russie · Suède                                                                      | -          |
| 16:30   |                       | Hockey sur glace Quart de finale                       | Compétition hommes                            | Manche de qualification | 3-1                                                                                            | -          |
| 17:30   |                       | Patinage de vitesse 5 000 m                            | Compétition femmes                            | Finale                  | Martina Sáblíková · Ireen Wust · Carien Kleibeuker                                             | -          |
| 18:30   |                       | Biathlon Relais mixte                                  | Compétition mixte (hommes et femmes ensemble) | Finale                  | Norvège · République tchèque · Italie                                                          | -          |
| 19:00   |                       | Patinage artistique Programme court                    | Compétition femmes                            | Manche de qualification | -                                                                                              | -          |
| 19:00   |                       | Curling                                                | Compétition hommes                            | Demi-finale             | 5-6                                                                                            | -          |
| 19:00   |                       | Curling                                                | Compétition hommes                            | Demi-finale             | 10-6                                                                                           | -          |
| 20:15   |                       | Bobsleigh Bob à 2 - Manche 3                           | Compétition femmes                            | Manche de compétition   | -                                                                                              | -          |
| 21:00   |                       | Hockey sur glace Quart de finale                       | Compétition hommes                            | Manche de qualification | 2-1                                                                                            | -          |
| 21:00   |                       | Hockey sur glace Quart de finale                       | Compétition hommes                            | Manche de qualification | 5-2                                                                                            | -          |
| 21:23   |                       | Bobsleigh Bob à 2 - Manche 4                           | Compétition femmes                            | Finale                  | Kaillie Humphries & Heather Moyse · Elana Meyers & Lauryn Williams · Jamie Greubel & Aja Evans | -          |

## Médailles du jour
| Rang  | Nation             | Or | Argent | Bronze | Total |
| ----- | ------------------ | -- | ------ | ------ | ----- |
| 1     | Norvège            | 2  | 0      | 0      | 2     |
| 2     | États-Unis         | 1  | 1      | 1      | 3     |
| -     | Russie             | 1  | 1      | 1      | 3     |
| 4     | Finlande           | 1  | 1      | 0      | 2     |
| -     | Suisse             | 1  | 1      | 0      | 2     |
| -     | République tchèque | 1  | 1      | 0      | 2     |
| 7     | Canada             | 1  | 0      | 0      | 1     |
| 8     | France             | 0  | 1      | 1      | 2     |
| -     | Pays-Bas           | 0  | 1      | 1      | 2     |
| 10    | Japon              | 0  | 1      | 0      | 1     |
| 11    | Suède              | 0  | 0      | 2      | 2     |
| 12    | Slovénie           | 0  | 0      | 1      | 1     |
| -     | Italie             | 0  | 0      | 1      | 1     |
| Total | Total              | 8  | 8      | 8      | 24    |